# Équipe de Slovénie masculine de basket-ball
Cet article traite de l'équipe masculine. Pour l'équipe féminine, voir Équipe de Slovénie féminine de basket-ball.
Maillots
L'équipe de Slovénie masculine de basket-ball (slovène : Slovenska košarkarska reprezentanca) est l'équipe nationale qui représente la Slovénie dans les compétitions internationales masculine de basket-ball. Elle est placée sous l'égide de la Fédération slovène de basket-ball (KZS). L'équipe est affiliée à la FIBA depuis 1992. Son surnom est "Mojtim", ce qui signifie « Le mien ».
Depuis l'indépendance de la Slovénie en 1991, l'équipe nationale a participé à tous les championnats d'Europe et a atteint la phase à élimination directe depuis 2005. Son plus grand exploit dans ce tournoi a été l'EuroBasket 2017, où elle a remporté ses neuf matchs et est devenue championne d'Europe.

## Histoire

### Les débuts (1992-2005)
Avant son indépendance en 1991, les joueurs slovènes jouaient pour l'équipe nationale de Yougoslavie.
À la suite de son adhésion à la FIBA en 1992, l'équipe de Slovénie dispute son tout premier match de préparation contre l'université du Michigan (victoire 106-100) le 8 mai de la même année. Son premier match contre une équipe nationale se joue douze jours plus tard contre son voisin croate (défaite 74-93).
L'équipe dispute sa première compétition internationale aux Jeux méditerranéens en France du 12 au 16 juin 1993 (3 victoires, 2 défaites). La sélection est qualifiée la même année pour l'EuroBasket en Allemagne du 22 juin au 4 juillet 1993. L'équipe se classe quatorzième avec une seule victoire en trois rencontres.
En 1995, la Slovénie retrouve le championnat d'Europe en Grèce mais avec 2 victoires et 4 défaites, l'équipe ne sort pas des poules et termine à la 12e place du tournoi.
Lors du championnat d'Europe 1997, la Slovénie termine à la 14e place en perdant ses trois matches de groupe.
Au championnat d'Europe 1999, la Slovénie termine la phase de groupe à égalité de points avec l'Espagne et la Russie (2 victoires et 1 défaite) mais elle est éliminée du tournoi car son coefficient points inscrits et encaissés est inférieur aux deux autres nations (Russie +19, Espagne +2, Slovénie -4). L'équipe termine à la 10e place du tournoi.
Lors du championnat d'Europe 2001, la Slovénie est de nouveau éliminée dès la phase de poule avec un bilan de 1 victoire pour 2 défaites. Elle termine la compétition à la 15e place.
Lors du championnat d'Europe 2003, la Slovénie termine 2e de sa poule en battant l'Italie et la Bosnie-Herzégovine et subissant sa seule défaite face à la France. La Slovénie se qualifie pour les huitièmes de finale et est battue 78 à 76 par Israël. La Slovénie termine à la 10e place du tournoi, égalant sa meilleure performance de 1999.
Durant cette période, la Slovénie n'a pas réussi à se qualifier, ni pour les Championnats du monde, ni pour les Jeux olympiques.

### La reconnaissance internationale (2005-2008)
Lors du championnat d'Europe 2005, l'équipe entraînée par Aleš Pipan remporte ses trois matches de la phase de poule face à la Grèce, la France et la Bosnie-Herzégovine, terminant ainsi à la première place du groupe. L'équipe slovène est alors qualifiée directement pour les quarts de finale, pour la première fois de son histoire, où elle est battue par l'Allemagne sur le score de 62 à 76. La Slovénie termine 5e du tournoi.
En 2006, ils se qualifient pour la première fois de leur histoire pour les phases finales du championnat du monde au Japon. Les Slovènes sont dans le groupe D avec les États-Unis, l'Italie, Porto Rico, la Chine et le Sénégal. Ils terminent la phase de groupe à la 3e place avec 2 victoires et 3 défaites et sont qualifiés pour les huitièmes de finale. Ils s'inclinent face à la Turquie sur le score de 84 à 90 et terminent à la 12e place du tournoi pour leur première participation.
Lors du championnat d'Europe 2007, ils terminent premier de leur groupe devant la France, l'Italie et la Pologne avec 3 victoires. Lors du deuxième tour, ils s'inclinent une fois face à la Lituanie mais terminent 2e du groupe. La compétition s'arrête pour les Slovènes en quart de finale face à la Grèce avec une défaite d'un point (62 à 63). La Slovénie termine 7e du tournoi.
À l'issue de cette période, la Slovénie est reconnue comme une nation importante sur la scène internationale.

### L'ère Goran Dragić (2009-2017)

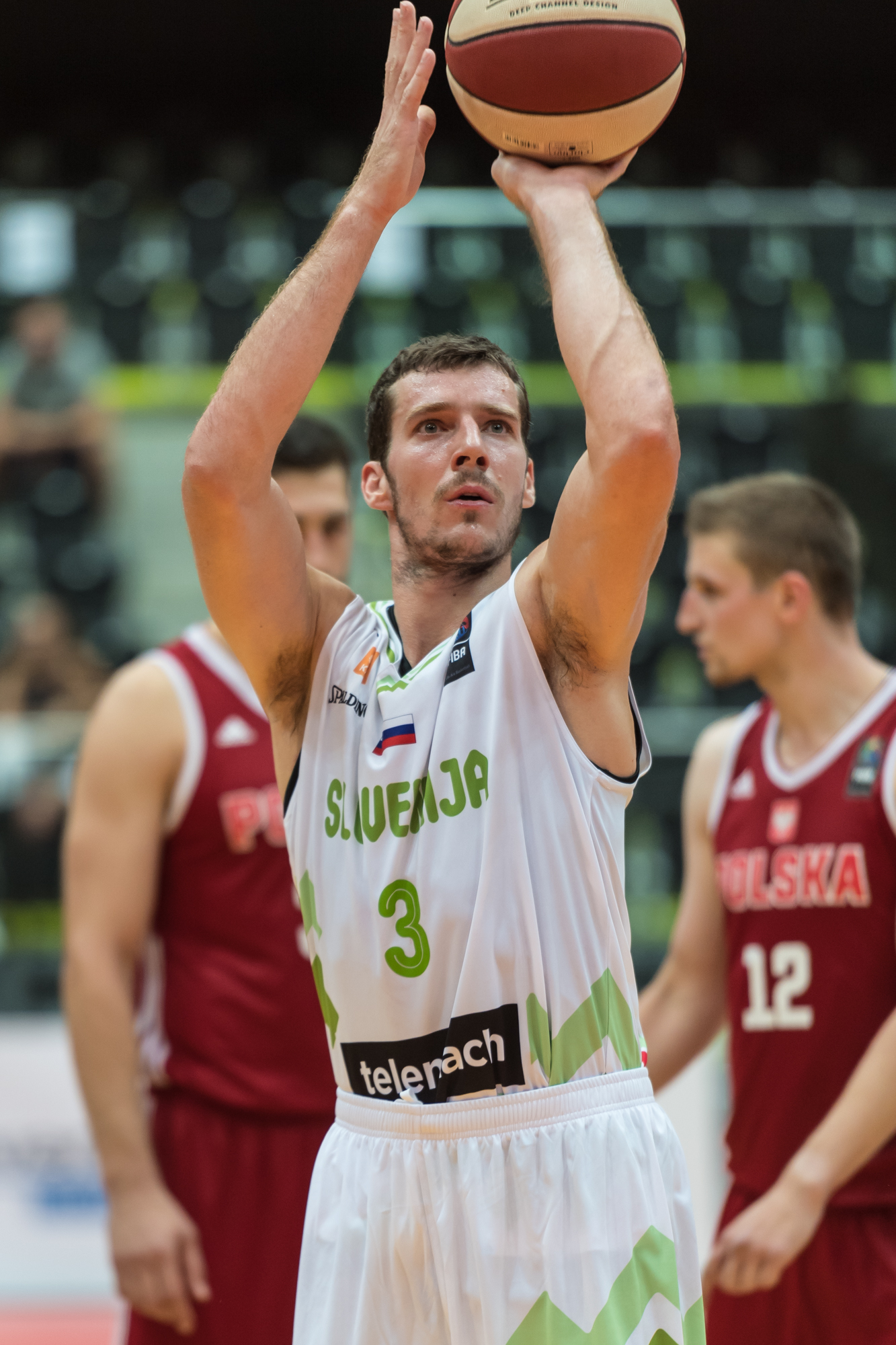
Goran Dragić

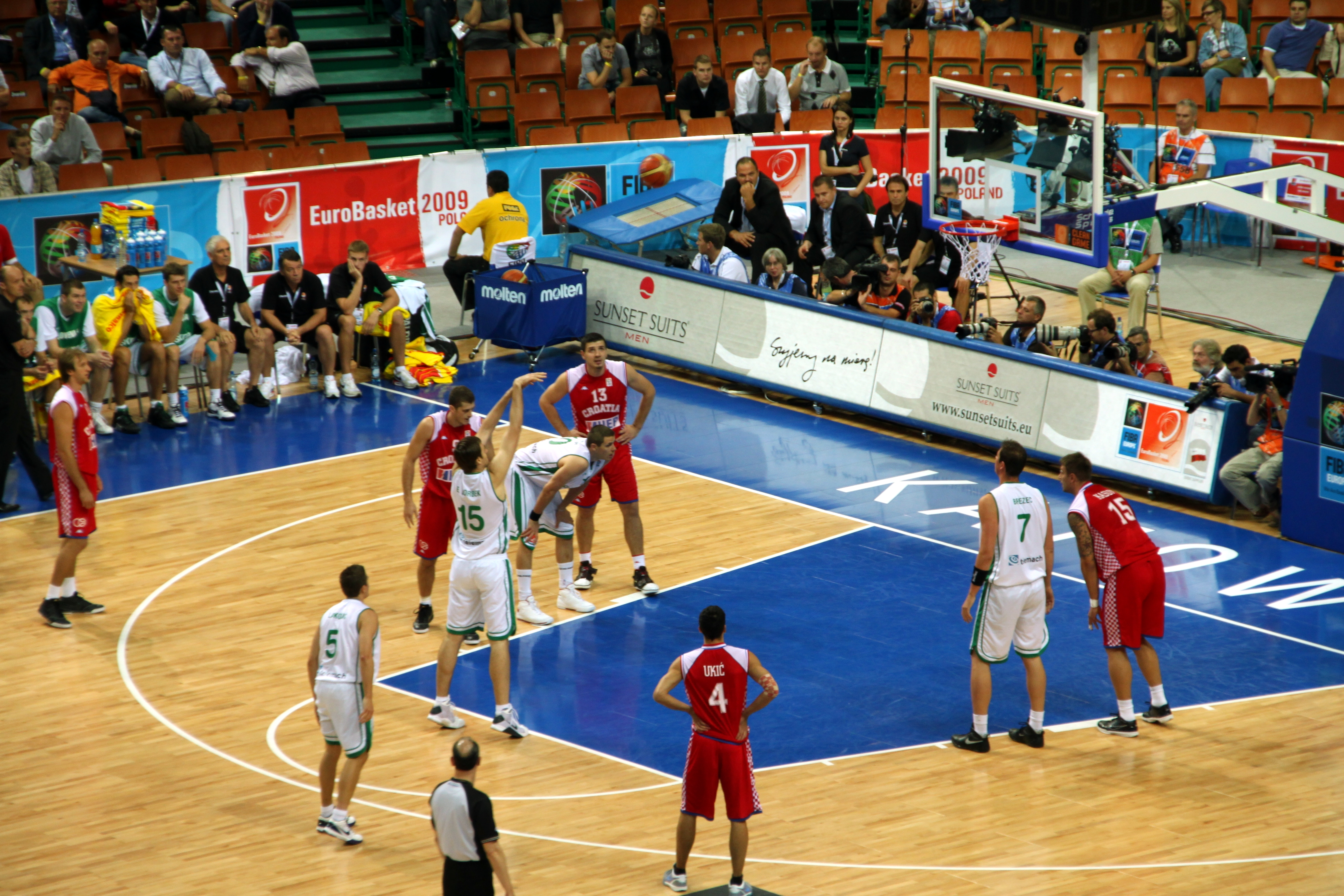
Match Slovénie - Croatie lors de l'EuroBasket 2009

En 2009, emmenée par le nouveau joueur des Suns de Phoenix, Goran Dragić, la Slovénie atteint les demi-finales du championnat d'Europe en Pologne pour la première fois après avoir éliminé la Croatie en quart de finale avec une victoire de 67-65. En demi-finale, la Slovénie perd contre la Serbie après la prolongation, puis contre la Grèce pour la troisième place, terminant la compétition en quatrième place,.
En 2010, la Slovénie participe pour la deuxième fois au championnat du monde en Turquie. Les Slovènes sont dans le groupe B avec les États-Unis, le Brésil, la Croatie, l'Iran et la Tunisie. La Slovénie termine la phase de groupe à la deuxième place avec une seule défaite face aux Américains. En huitième de finale, la Slovénie s'impose face à l'Australie (87 à 58) mais s'incline au tour suivant face à la Turquie (68 à 95). L'équipe perd ses deux matches de classement et termine à la 8e place du tournoi.
Durant l'EuroBasket 2011, les Slovènes finissent deuxième du groupe D avec une seule défaite face à la Russie et 4 victoires. Le deuxième tour est plus compliqué avec 3 défaites mais ils se qualifient tout de même pour les quarts de finale où ils buttent sur l'Espagne. Les Slovènes perdent leur premier match de classement face à la Lituanie mais remportent le second face à la Serbie, terminant ainsi le tournoi à la 7e place.
À l'EuroBasket 2013, les coéquipiers de Goran Dragić jouent la compétition à domicile. Les Slovènes réalisent un bon parcours, triomphant de l'Espagne et de la Grèce mais l'aventure s'arrête en quart de finale face aux futurs vainqueurs de la compétition, l'équipe de France de Tony Parker. Ils gagnent leurs deux matches de classement face à la Serbie et l'Ukraine et terminent leur championnat d'Europe à la 5e place.
En 2014, les coéquipiers de Goran Dragić participent au championnat du monde en Espagne et se retrouvent dans le groupe D avec la Lituanie, le Mexique, l'Australie, l'Angola et la Corée du Sud. Les Slovènes terminent à la deuxième place du groupe avec 4 victoires et 1 défaite. En huitième de finale, ils s'imposent 71 à 61 face à la République dominicaine avant d'être battus largement par les Américains en quart de finale (76 à 119). Les Slovènes se classent à la 7e place du tournoi.
À l'EuroBasket 2015, l'équipe de la Slovénie doit faire sans son leader, Goran Dragić, qui déclare forfait pour le tournoi en raison de sa situation contractuelle en NBA. La Slovénie termine à la troisième place du groupe C avec 3 victoires et 2 défaites. Le tournoi s'arrête pour la Slovénie dès les huitièmes de finale avec une défaite contre la Lettonie sur le score de 66 à 73. La Slovénie termine le tournoi à la 9e place.
Pour l'EuroBasket 2017, Goran Dragić est accompagné dans la sélection par la nouvelle vedette du basket-ball slovène, Luka Dončić. La Slovénie remporte ses cinq matches de poule face à la Finlande, la France, la Grèce, la Pologne et l'Islande. En huitième de finale, les Slovènes battent l'Ukraine (79 à 55), en quart, ils battent la Lettonie (103 à 97) et en demi finale l'Espagne (92 à 72). Ils se qualifient pour la première fois de leur histoire pour une finale d'une grande compétition internationale. En finale, la Slovénie triomphe 93 à 85 face à la Serbie et remporte l'EuroBasket 2017. À l'issue du tournoi, Goran Dragić est élu meilleur joueur du tournoi.

### L'ère Luka Dončić (depuis 2021)

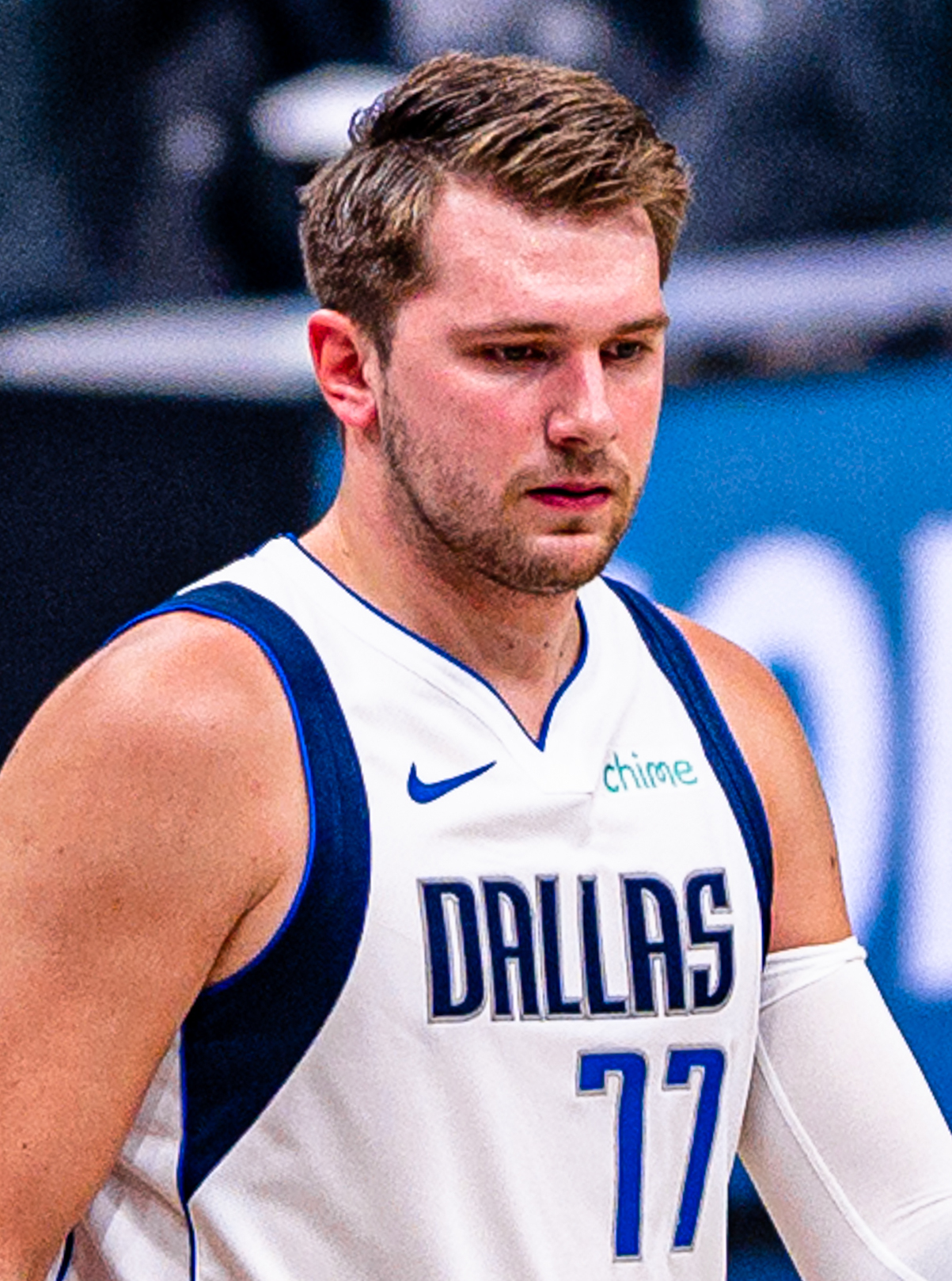
Luka Dončić meilleur marqueur de la Slovénie aux JO de Tokyo 2020

En 2021, la Slovénie participe aux Jeux olympiques d'été de Tokyo 2020, décalés d'un an en raison de la pandémie de Covid-19, pour la première fois de son histoire. Goran Dragić, toujours présent dans la sélection, laisse le leadership de l'équipe nationale slovène au Rookie of the Year NBA 2019 et All-Star NBA Luka Dončić. Pour le tournoi olympique, la Slovénie est dans le groupe C avec l'Espagne, l'Argentine et le Japon. Avant le début de la compétition, avec Dončić, la Slovénie reste sur 17 victoires en 17 matches. Les Slovènes dominent l'Argentine pour leur match d'ouverture (118 à 100) avec 48 points de Dončić. Le jeune joueur réalise le deuxième meilleur total de points dans une rencontre olympique (ex æquo avec Eddie Palubinskas), derrière les 55 points d'Oscar Schmidt en 1988. Les Slovènes dominent ensuite le Japon (116 à 81) et l'Espagne (95 à 87) pour accéder aux phases finales. En quart de finale, Dončić inscrit 20 points, délivre 11 passes décisives et prend 8 rebonds, aidant fortement son équipe à s'imposer face à l'Allemagne sur le score de 94 à 70. Lors de la demi-finale olympique face à la France, à 1 seconde de la fin du match, la France mène d'un point et les Slovènes ont la possession du ballon. Klemen Prepelič tente le lay-up de la gagne mais il est contré sur la planche par Nicolas Batum. La Slovénie s'incline donc d'un point (89 à 90) et joue la petite finale pour la médaille de bronze. Les Slovènes s'inclinent face à l'Australie pour la médaille de bronze (93 à 107) et finissent à la 4e place du tournoi.
À l'EuroBasket 2022, Luka Dončić et ses coéquipiers remettent leur titre de champion d'Europe gagné en 2017 en jeu. Ils remportent quatre matches sur cinq en phase de groupe face à la Lituanie (92 à 85), la France (88 à 82), l'Allemagne (88 à 80) et la Hongrie (103 à 88), ne s'inclinant que face à la Bosnie-Herzégovine (93 à 97). Les Slovènes terminent à la première place du groupe. Face à la France, Luka Dončić inscrit 47 points, réalisant ainsi la deuxième plus grande performance offensive de l'histoire de la compétition (seul le Belge Eddy Terrace a fait mieux avec 63 points face à l'Albanie en 1957). En huitième de finale, les Slovènes s'imposent sur le score de 88 à 72 face à la Belgique avec 35 points de Dončić. Les Slovènes s'inclinent en quart de finale face à la Pologne sur le score de 87 à 90 et sont éliminés de la compétition. La Slovénie termine à la 6e place de la compétition.
L'équipe de Slovénie est qualifiée pour la phase finale de la Coupe du monde 2023 avec Luka Dončić mais sans Goran Dragić qui a décidé de ne pas y participer. Les Slovènes sont dans le groupe F avec la Géorgie, le Venezuela et le Cap-Vert. Les Slovènes s'imposent 100 à 85 face au Venezuela pour leur premier match, puis 88 à 67 contre la Géorgie et enfin 92 à 77 face au Cap-Vert. Avec trois victoires, la Slovénie termine première de son groupe et se qualifie pour la suite de la compétition. Durant le deuxième tour, les Slovènes s'imposent face à l'Australie (91 à 80) et se qualifient pour les quarts de finale mais s'inclinent 71 à 100 face à l'Allemagne lors du second match du deuxième tour. En quart de finale, les Slovènes s'inclinent 89 à 100 face au Canada avec l'exclusion de Luka Dončić à un peu moins de 7 minutes de la fin du match pour une deuxième faute technique.
La Slovénie ne participe pas aux Jeux olympiques 2024 après avoir été éliminée lors du TQO du Pirée en demi-finale par la Grèce de Giánnis Antetokoúnmpo sur le score de 68 à 96.

## Résultats

### Palmarès
| Compétitions mondiales                             | Compétitions continentales       |
| -------------------------------------------------- | -------------------------------- |
| - Jeux olympiques - Néant - Coupe du monde - Néant | - EuroBasket - Vainqueur en 2017 |

### Parcours en compétitions internationales

#### Jeux olympiques
| Année | Position                 |      | Année                    | Position     |               | Année | Position |
| 1936  | Membre de la Yougoslavie | 1976 | Membre de la Yougoslavie | 2008         | Non qualifiée |       |          |
| 1948  | Membre de la Yougoslavie | 1980 | Membre de la Yougoslavie | 2012         | Non qualifiée |       |          |
| 1952  | Membre de la Yougoslavie | 1984 | Membre de la Yougoslavie | 2016         | Non qualifiée |       |          |
| 1956  | Membre de la Yougoslavie | 1988 | Membre de la Yougoslavie | 2020         | 4e            |       |          |
| 1960  | Membre de la Yougoslavie | 1992 | Non qualifiée            | 2024         | Non qualifiée |       |          |
| 1964  | Membre de la Yougoslavie | 1996 | Non qualifiée            | 2028         | -             |       |          |
| 1968  | Membre de la Yougoslavie | 2000 | Non qualifiée            | 2032         | -             |       |          |
| 1972  | Membre de la Yougoslavie | 2004 | Non qualifiée            | Pays inconnu | -             |       |          |

#### Coupe du monde
| Année | Position                 |      | Année                    | Position |               | Année | Position |
| 1950  | Membre de la Yougoslavie | 1978 | Membre de la Yougoslavie | 2006     | 12e           |       |          |
| 1954  | Membre de la Yougoslavie | 1982 | Membre de la Yougoslavie | 2010     | 8e            |       |          |
| 1959  | Membre de la Yougoslavie | 1986 | Membre de la Yougoslavie | 2014     | 7e            |       |          |
| 1963  | Membre de la Yougoslavie | 1990 | Membre de la Yougoslavie | 2019     | Non qualifiée |       |          |
| 1967  | Membre de la Yougoslavie | 1994 | Non qualifiée            | 2023     | 7e            |       |          |
| 1970  | Membre de la Yougoslavie | 1998 | Non qualifiée            | 2027     | -             |       |          |
| 1974  | Membre de la Yougoslavie | 2002 | Non qualifiée            | 2031     | -             |       |          |

#### EuroBasket
| Année | Position                 |      | Année                    | Position     |           | Année | Position |
| 1935  | Membre de la Yougoslavie | 1969 | Membre de la Yougoslavie | 1999         | 10e       |       |          |
| 1937  | Membre de la Yougoslavie | 1971 | Membre de la Yougoslavie | 2001         | 15e       |       |          |
| 1939  | Membre de la Yougoslavie | 1973 | Membre de la Yougoslavie | 2003         | 10e       |       |          |
| 1946  | Membre de la Yougoslavie | 1975 | Membre de la Yougoslavie | 2005         | 6e        |       |          |
| 1947  | Membre de la Yougoslavie | 1977 | Membre de la Yougoslavie | 2007         | 7e        |       |          |
| 1949  | Membre de la Yougoslavie | 1979 | Membre de la Yougoslavie | 2009         | 4e        |       |          |
| 1951  | Membre de la Yougoslavie | 1981 | Membre de la Yougoslavie | 2011         | 7e        |       |          |
| 1953  | Membre de la Yougoslavie | 1983 | Membre de la Yougoslavie | 2013         | 5e        |       |          |
| 1955  | Membre de la Yougoslavie | 1985 | Membre de la Yougoslavie | 2015         | 12e       |       |          |
| 1957  | Membre de la Yougoslavie | 1987 | Membre de la Yougoslavie | 2017         | Vainqueur |       |          |
| 1959  | Membre de la Yougoslavie | 1989 | Membre de la Yougoslavie | 2022         | 6e        |       |          |
| 1961  | Membre de la Yougoslavie | 1991 | Membre de la Yougoslavie | 2025         | -         |       |          |
| 1963  | Membre de la Yougoslavie | 1993 | 14e                      | 2029         | -         |       |          |
| 1965  | Membre de la Yougoslavie | 1995 | 12e                      | Pays inconnu | -         |       |          |
| 1967  | Membre de la Yougoslavie | 1997 | 14e                      | Pays inconnu | -         |       |          |

## Personnalités historiques de l'équipe de Slovénie

### Sélectionneurs
- 1992 :  Zmago Sagadin
- 1993 :   Janez Drvarič
- 1994-1995 :  Zmago Sagadin
- 1996-1997 :  Andrej Urlep
- 1998-2001 :  Boris Zrinski
- 2002-2003 :  Slobodan Subotić
- 2004-2008 :  Aleš Pipan
- 2009 :  Jure Zdovc
- 2010 :  Memi Bečirovič
- 2011-2013 :  Božidar Maljković
- 2014-2015 :  Jure Zdovc
- 2016-2017 :  Igor Kokoškov
- 2017-2020 :  Radovan Trifunović
- depuis 2020 :  Aleksander Sekulić

### Joueurs
- Teoman Alibegović
- Goran Jagodnik
- Jaka Lakovič
- Erazem Lorbek
- Radoslav Nesterović
- Uroš Slokar
- Jure Zdovc

## Équipe actuelle
Effectif lors de la Coupe du monde 2023.
| Numéro | Joueur          | Poste | Naissance       | Taille | Club                   |
| ------ | --------------- | ----- | --------------- | ------ | ---------------------- |
|        | Jakob Čebašek   | SF/PF | 28 avril 1991   | 2,00 m | ABC Athletic Constanța |
|        | Žiga Samar      | PG    | 26 janvier 2001 | 1,97 m | Hamburg Towers         |
|        | Gregor Glas     | SG    | 29 avril 2001   | 1,97 m | KK Partizan Belgrade   |
|        | Bine Prepelič   | PF    | 5 août 2001     | 2,01 m | Spirou Charleroi       |
|        | Klemen Prepelič | SG    | 20 octobre 1992 | 1,91 m | Valence BC             |
|        | Gregor Hrovat   | SG/SF | 18 août 1994    | 1,96 m | JDA Dijon              |
|        | Mike Tobey      | C     | 18 octobre 1994 | 2,13 m | FC Barcelone           |
|        | Jaka Blažič     | SG/SF | 30 juin 1990    | 1,96 m | Bahçeşehir Koleji S.K. |
|        | Žiga Dimec      | C     | 20 février 1993 | 2,11 m | Nishinomiya Storks     |
|        | Zoran Dragić    | SG/SF | 22 juin 1989    | 1,96 m | Cedevita Olimpija      |
|        | Aleksej Nikolić | PG    | 21 février 1995 | 1,91 m | 🇫🇷 Elan Chalonnais     |
|        | Luka Dončić     | PG/SG | 28 février 1999 | 2,01 m | Mavericks de Dallas    |

Sélectionneur :  Aleksander Sekulić